# Kanton Montpellier-8

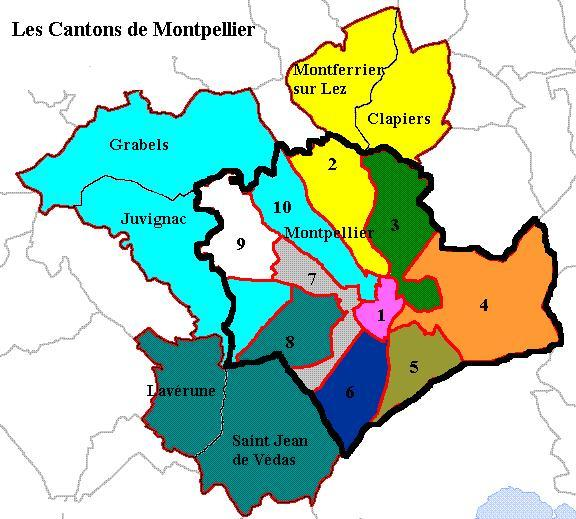
Kantons van Montpellier

Kanton Montpellier-8 is een voormalig kanton van het Franse departement Hérault. Het kanton maakte deel uit van het arrondissement Montpellier. Het werd opgeheven bij decreet van 26 februari 2014 met uitwerking op 22 maart 2015.

## Gemeenten
Het kanton Montpellier-8 omvatte de volgende gemeenten:
- Lavérune
- Montpellier (deels, hoofdplaats)
- Saint-Jean-de-Védas

De volgende wijken van Montpellier maakten deel uit van dit kanton:
- Val-de-Crozes
- Montpellier-Village
- Les Bouisses
- Figuerolles
- Cité Gély
- Font Carrade
- Cité Paul Valéry
- Pas du Loup
- La Chamberte
- Estanove
- Ovalie